# От Савоа
От Савоа (на френски: Haute-Savoie, „Горна Савоя“) е департамент в регион Оверн-Рона-Алпи, югоизточна Франция. Образуван е през 1860 година от северните области на присъединената към Франция част от историческата област Савоя. Площта му е 4388 km², а населението – 807 165 души (2016). Административен център е град Анси.

## География
Департаментът е разположен в Алпите и граничи с Италия и Швейцария. Тук се намира планината Монблан и езерото Анси, също тук е разположен град Евиан ле Бан, край който се намират световноизвестните извори на минерална вода с марката Evian. Още една забележителност е петата по дълбочина пещера в света Миролда, дълбока 1626 m.